# シャクガモドキ
シャクガモドキ（尺蛾擬）は、チョウ目（鱗翅目）の1上科1科1属であるシャクガモドキ上科シャクガモドキ科シャクガモドキ属 (Macrosoma) の総称である。シャクガモドキ上科には1属のみが属する。
アゲハチョウ上科、セセリチョウ上科と合わせて、チョウ (Rhopalocera) を構成する。

## 分類
シャクガモドキは元々、シャクガ科フトシャク亜科 (Oenochrominae) の1族 Hedylicae とされていた。しかし1931年 L. B. Prout がシャクガモドキ科に分類した。
1986年 Malcolm J. Scoble が、シャクガモドキ科はアゲハチョウ上科の姉妹群と考え、独立したシャクガモドキ上科に分類してチョウに含めた。ただしその後、（アゲハチョウ上科 + セセリチョウ上科）の姉妹群とするのが一般的になっている。
Scoble が考えた系統樹

|  | セセリチョウ上科                                                        |
|  |                                                                         |
|  | \| \| シャクガモドキ上科 \| \| \| \| \| \| アゲハチョウ上科 \| \| \| \| |
|  |                                                                         |
|  | シャクガモドキ上科                                                      |
|  |                                                                         |
|  | アゲハチョウ上科                                                        |
|  |                                                                         |

|  | シャクガモドキ上科 |
|  |                    |
|  | アゲハチョウ上科   |
|  |                    |

現在考えられている系統樹

|  | シャクガモドキ上科                                                    |
|  |                                                                       |
|  | \| \| セセリチョウ上科 \| \| \| \| \| \| アゲハチョウ上科 \| \| \| \| |
|  |                                                                       |
|  | セセリチョウ上科                                                      |
|  |                                                                       |
|  | アゲハチョウ上科                                                      |
|  |                                                                       |

|  | セセリチョウ上科 |
|  |                  |
|  | アゲハチョウ上科 |
|  |                  |

## 特徴
- チョウとしての特徴が顕著でなく、ガと多くの特徴を共有する。
- 夜行性である。
- 触角はチョウを特徴付ける棍棒状ではなく、一部のガに似て、細く尖っている。